# Fördraget i Köpenhamn (1709)

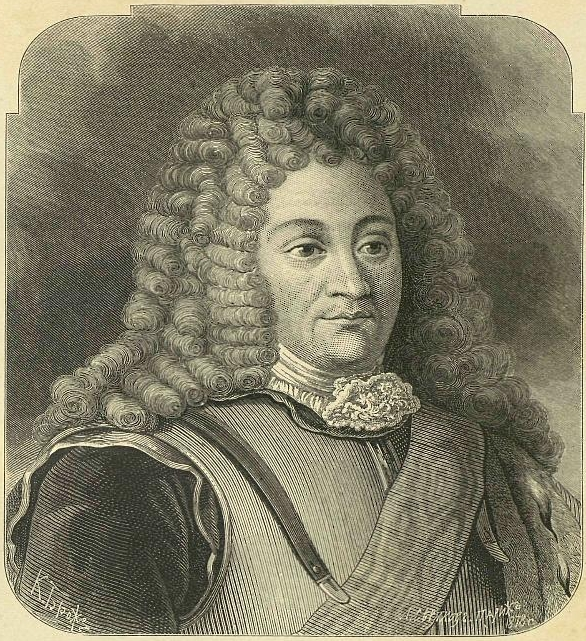
Dolgorukov (Dolgoruky).

Fördraget i Köpenhamn slöts 22 oktober 1709 under stora nordiska kriget. Det förnyade alliansen mellan Kejsardömet Ryssland och Danmark-Norge. Sveriges Karl XII hade tillintetgjort den tidigare alliansen efter Freden i Traventhal (1700). Vasilij Lukitj Dolgorukov undertecknade, å Rysslands vägnar fördraget i Köpenhamn.